# Enipeus
In de Griekse mythologie was Enipeus een zoon van Oceanus en Tethys, en dus een Oceanide. Een sterfelijke vrouw, Tyro, werd verliefd op hem en probeerde hem voor zich te winnen (hoewel ze al getrouwd was met Cretheus). Enipeus wees haar af, maar de zeegod Poseidon, die verliefd was op Tyro, nam Enipeus' vorm aan en bracht de nacht met haar door. Uit die verbintenis werd de tweeling Pelias en Neleus geboren.